# Elisabeth Wendt

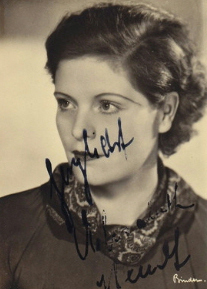
Elisabeth Wendt um 1928

Elisabeth Wendt (* 11. Januar 1906 in Köln; † 24. März 1980 in Berlin) war eine deutsche Schauspielerin.

## Leben
Elisabeth Wendt zählte in den 1930er Jahren zu den bekannten Schauspielerinnen und wirkte in dieser Zeit in vielen Spielfilmen mit. In den Nachkriegsjahren konnte sie jedoch nicht mehr an die frühere Filmkarriere anknüpfen.
Unter den Filmproduktionen befanden sich 1931 die Spielfilme M von Fritz Lang mit Peter Lorre, Gustaf Gründgens und Theo Lingen und Kameradschaft in der Regie von Georg Wilhelm Pabst mit Alexander Granach, Fritz Kampers und Ernst Busch. Im Jahr 1938 war sie mit der Figur der Jenny in dem Kriminalfilm Mordsache Holm von Erich Engels mit Walter Steinbeck, Harald Paulsen und Hans Leibelt in einer Hauptrolle zu sehen. Zudem verkörperte sie ebenfalls 1938 in dem Revuefilm Es leuchten die Sterne von Hans H. Zerlett mit Ernst Fritz Fürbringer und La Jana die Schauspielerin Marven und in demselben Jahr in dem Harry-Piel-Film Menschen, Tiere, Sensationen die Rolle der Majady Passy. Neben ihr spielten Harry Piel, Ruth Eweler und Edith Oss. Den letzten Auftritt in einem Kinofilm hatte Elisabeth Wendt im Jahr 1953 in Ave Maria von Alfred Braun mit Zarah Leander, Hans Stüwe und Marianne Hold.

## Filmografie (Auswahl)
- 1931: M
- 1931: Kameradschaft
- 1932: Theodor Körner
- 1932: Das erste Recht des Kindes
- 1932: An heiligen Wassern
- 1932: Unmögliche Liebe
- 1933: Die vom Niederrhein
- 1934: Mutter und Kind
- 1934: Hanneles Himmelfahrt
- 1935: Stradivari
- 1936: Ein seltsamer Gast
- 1936: Die Stunde der Versuchung
- 1937: Im Landhaus bei Chikago
- 1937: Sherlock Holmes
- 1938: Um Kopf und Kragen
- 1938: Urlaub auf Ehrenwort
- 1938: Frau Sylvelin
- 1938: Es leuchten die Sterne
- 1938: Mordsache Holm
- 1938: Menschen, Tiere, Sensationen
- 1939: Der vierte kommt nicht
- 1939: Die Hochzeitsreise
- 1939: Die fremde Frau
- 1939: Schneewittchen und die sieben Zwerge
- 1941: Mein Leben für Irland
- 1944: Der grüne Salon
- 1945: Der Puppenspieler (unvollendet)
- 1949: Mädchen hinter Gittern
- 1949: Die Buntkarierten
- 1950: Semmelweis – Retter der Mütter
- 1950: Die Treppe
- 1953: Ave Maria